# Villafranca in Lunigiana
Villafranca in Lunigiana ist eine italienische Gemeinde mit 4651 Einwohnern (Stand 31. Dezember 2023) in der Provinz Massa-Carrara in der Region Toskana.

## Geographie

Lage der Gemeinde in der Provinz Massa-Carrara

Die Gemeinde liegt ca. 150 km nordwestlich der Regionalhauptstadt Florenz, ca. 40 km nordwestlich von Massa und 35 km nordwestlich von Carrara im Val di Magra. Sie ist Teil der antiken Region Lunigiana und liegt an der Via Francigena. Im Gemeindegebiet fließt das Flüsschen Bagnone der Magra zu.
Zu den Ortsteilen zählen Filetto, Fornoli, Irola, Malgrate, Merizzo, Mocrone und Virgoletta.
Die Nachbargemeinden sind Bagnone, Filattiera, Licciana Nardi, Mulazzo und Tresana.

## Geschichte
Erste Bewohner der Gegend waren die Ligurer und die Apuaner. Seit dem Mittelalter war der Ort Lehnsgut der Familie Malaspina. 1221 teilte sich die Familie in zwei Linien auf und Villafranca wurde Herrschaftsgebiet der Linie der Malaspina dello Spino Secco, aus der 1266 die Malaspina di Villafranca hervorgingen. Neben dem in Villafranca gelegenen Castello di Malnido wurden zudem die Burgen von Tresana, Lusuolo und Castevoli Besitz der Familie. Nach der Besatzung Napoleons wurde der Ort dem Herzogtum Modena zugeteilt und 1848 mit den anderen Ortschaften des Magratals dem Herzogtum Parma unterstellt. Das Königreich Sardinien annektierte das Gebiet 1859, und mit Sardinien wurde der Ort mit der italienischen Einigung Teil der Provinz Toskana. Zur eigenständigen Gemeinde wurde Villafranca 1863.

## Sehenswürdigkeiten

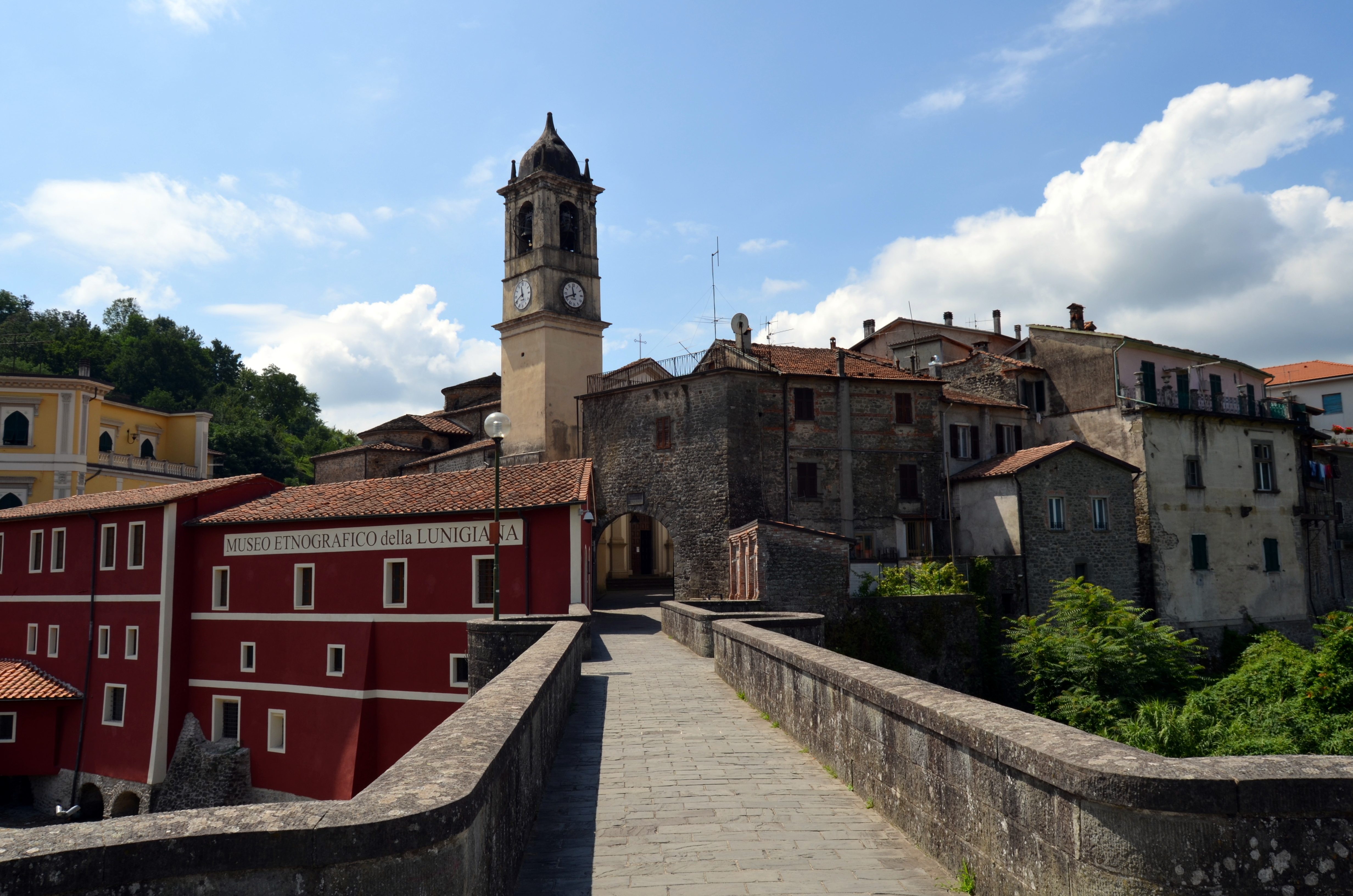
Stadtansicht mit Ethnographischem Museum

- Castello di Malnido, entstanden im 11. Jahrhundert[6]
- Chiesa di San Niccolò, erstmals 1285 erwähnt
- Museo etnografico della Lunigiana, Völkerkundemuseum, 1977 eröffnet[7]

## Söhne und Töchter der Gemeinde
- Flavio Baracchini (1895–1928), Jagdflieger
- Alberto Silvani (* 1946), Bischof von Volterra